# Army of the Mississippi
De Army of the Mississippi was een leger van de Noordelijke Staten tijdens de Amerikaanse Burgeroorlog. Deze benaming werd tweemaal kort gebruikt voor legers die ingezet werden langs de Mississippi.

## Geschiedenis

### 1862

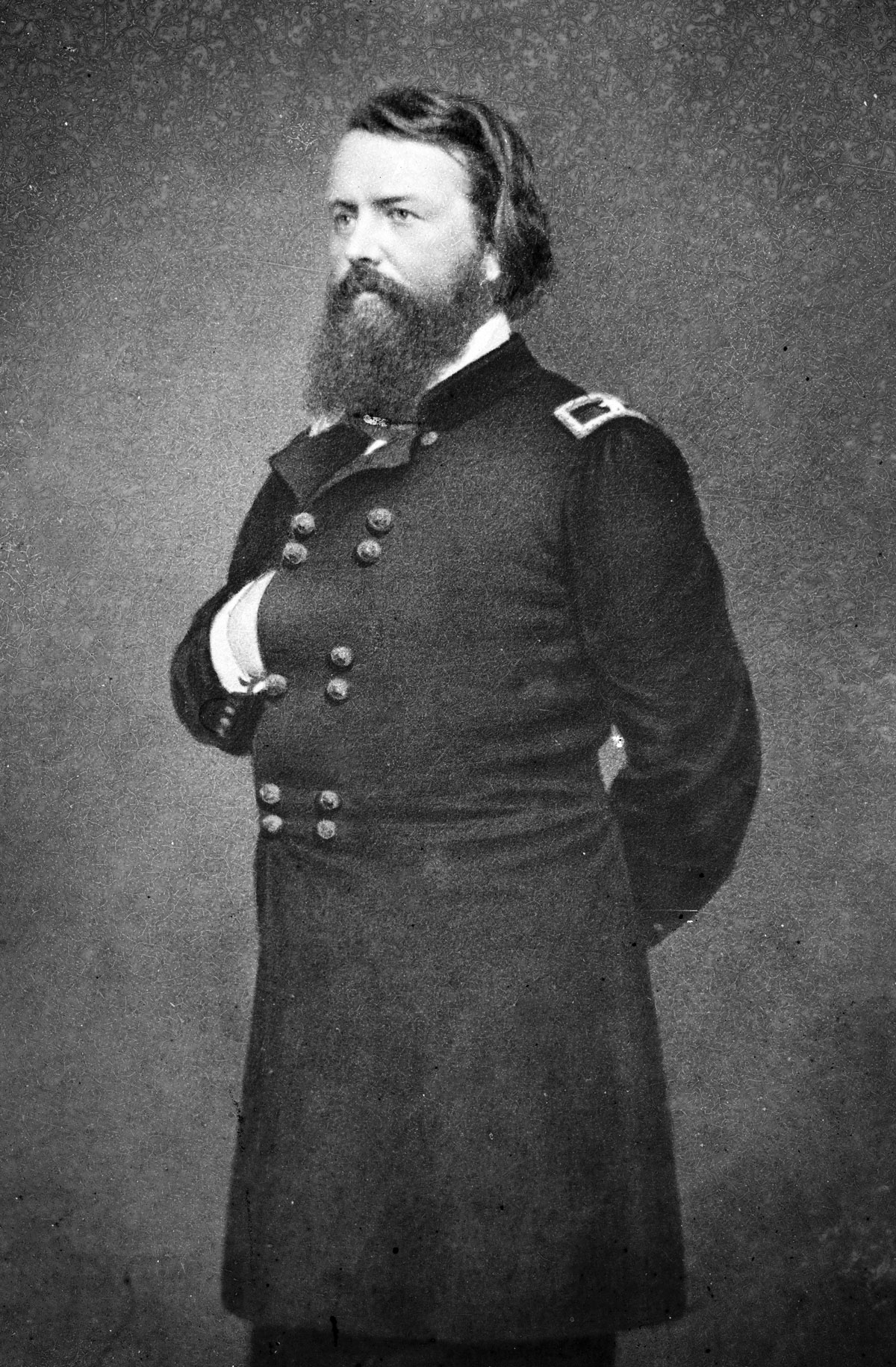
Generaal-majoor John Pope was de eerste bevelhebber van het Army of the Mississippi

Het eerste leger met deze naam werd opgericht op 23 februari 1862. John Pope werd aangesteld als bevelhebber. Bij aanvang bestond het leger uit twee infanteriedivisies die ingezet werden langs de Mississippi. Toen Pope het bevel kreeg om New Madrid in Missouri aan te vallen, werd het leger uitgebreid met eenheden van naburige departementen. Het leger telde nu vijf divisies die respectievelijk aangevoerd werden door David S. Stanley, Schuyler Hamilton, John M. Palmer, Eleazar A. Paine en Joseph B. Plummer. Gordon Granger kreeg het bevel over de cavaleriedivisie die uit twee regimenten bestond. Napoleon B. Buford had het bevel over de "Flotilla Brigade". Met deze slagorde werd het leger ingezet om Island Number Ten in te nemen. 
Na de verovering van Island No. Ten werden de divisies gereorganiseerd in drie divisies die de linkervleugel van generaal-majoor Henry W. Halleck Western Army Group zou vormen. Er werd een vierde divisie toegevoegd die onder leiding stond van Jefferson C. Davis. Deze eenheden werden gedetacheerd van het Army of the Southwest. Tijdens de belegering van Corinth werd het Army of the Mississippi opnieuw gereorganiseerd in twee vleugels met telkens twee divisies. Generaal-majoor William S. Rosecrans kreeg het bevel over de linkervleugel met de eerste twee divisies. Brigadegeneraal Schuyler Hamilton voerde het bevel over de rechtervleugel met de 3de en 4de divisie. Na de inname van Corinth werd Pope naar het oostelijke front geroepen om het bevel over het Army of Virginia op zich te nemen. Hij werd vervangen door Rosecrans die de volledige verantwoordelijkheid kreeg over het Army of the Mississippi. Het leger werd ingekwartierd in Corinth. Het werd versterkt door twee divisies van het Army of West Tennessee. Het versterkte leger werd ingezet tijdens de Slag bij Iuka en de Tweede Slag bij Corinth. Daarna werd Rosecrans overgeplaatst om het Army of the Ohio aan te voeren. Het Army of the Mississippi hield op te bestaan in oktober 1862. De regimenten werden ingedeeld bij het XIII Corps en XIV Corps.

### 1863

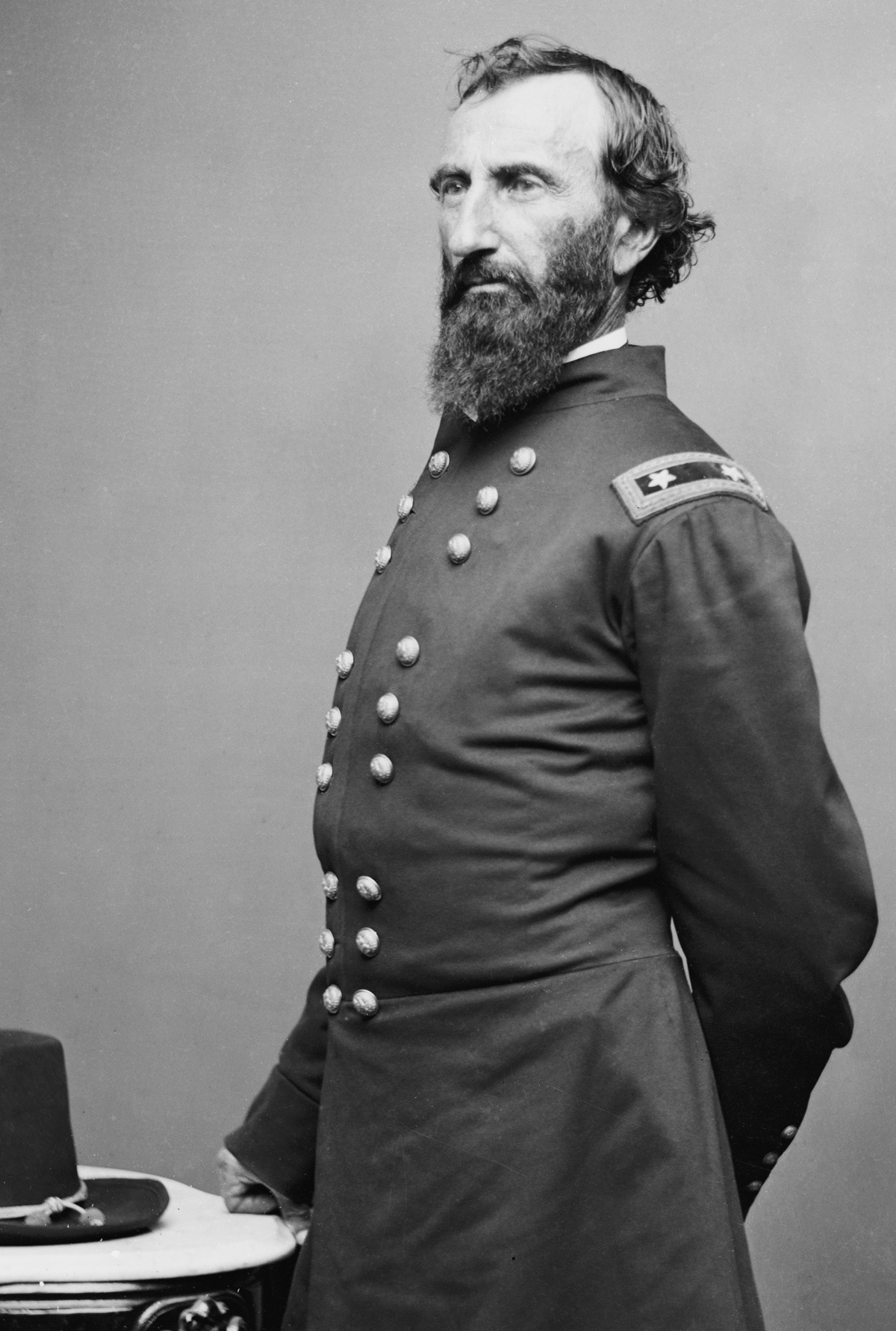
Generaal-majoor John McClernand, bevelhebber van het tweede "Army of the Mississippi"

In 1863 kreeg generaal-majoor John A. McClernand het bevel om een expeditie te organiseren die langs de Mississippi moest oprukken. Voor deze taak kreeg hij de beschikking over twee korpsen van het Army of the Tennessee. Namelijk zijn eigen XIII korps die nu aangevoerd werd door brigadegeneraal George W. Morgan en het XV korps van generaal-majoor William T. Sherman. McClernand noemde zijn strijdmacht het Army of the Mississippi. Het XIII korps werd het  I korps en het XV werd het II korps binnen dit nieuwe leger. Tijdens de Slag bij Arkansas Post kon McClernand deze sleutelpositie veroveren. Maar hij was niet geliefd bij zijn ondergeschikten. Toen Sherman en admiraal Andrew H. Foote de competentie van McClernand in twijfel trokken bij Grant werd McClernand ontgeven van zijn commando. Grant nam persoonlijk zijn plaats in en trok met zijn eenheden op tegen Vicksburg. Het oude XIII en XV korps werden op 12 januari 1863 opnieuw opgenomen in het Army of the Tennessee.

## Bevelhebbers
1862
| Bevelhebber                          | Van              | Tot             | Veldslagen                       |
| ------------------------------------ | ---------------- | --------------- | -------------------------------- |
| Brigadegeneraal John Pope            | 23 februari 1862 | 26 juni 1862    | Island No. 10, Beleg van Corinth |
| Brigadegeneraal William S. Rosecrans | 26 juni 1862     | 24 oktober 1862 | Iuka, Corinth                    |

1863
| Bevelhebber                        | Van            | Tot             | Veldslagen    |
| ---------------------------------- | -------------- | --------------- | ------------- |
| Generaal-majoor John A. McClernand | 4 januari 1863 | 12 januari 1863 | Arkansas Post |